# Республика будущего (Сан-Марино)
«Республика будущего» (итал. Repubblica Futura) — центристская либеральная политическая партия Сан-Марино. Основана в 2017 году после объединения Народного альянса и Союза за республику.

## История
Республика будущего — объединение Народного альянса и Союза за республику, которые баллотировались на парламентских выборах 2016 года в рамках коалиции Adesso.sm, возглавлявшейся партией Объединённые левые. В 2016 году список набрал 9,60% голосов, получил 11 мест после 2-го тура и вошёл в правительство.
25 февраля 2017 года Народный альянс и Союз за республику решили объединиться под названием Республика будущего.
На общеевропейском уровне партия входит в Европейскую демократическую партию.